# Pied de nez

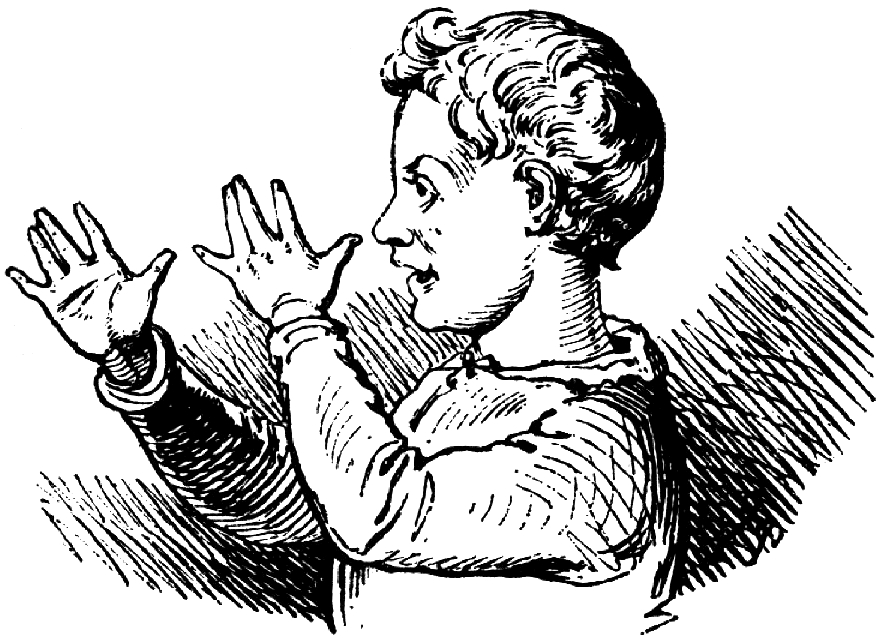
Pied de nez à deux mains.
Illustration de l'artiste danois Vilhelm Pedersen (XIXe siècle).

Le pied de nez est un geste de moquerie consistant à mettre son pouce sur son nez, la main tendue vers le haut, tout en agitant les doigts. On peut aussi faire un pied de nez à deux mains, la deuxième étant reliée par le pouce au petit doigt de la première. Par extension, cette expression désigne une action qui peut être interprétée de façon ironique, moqueuse.

## Le geste
Le pied de nez est prisé en particulier par les jeunes enfants, ce qu'une pédopsychiatre interprète ainsi : « Ce geste de moquerie, qui a une certaine drôlerie en soi, avec les cinq petits doigts de la main qui gigotent en prolongeant l'appendice nasal, est un affront à l'autorité, affront qui n'est pas envoyé de face, ouvertement, mais souvent en douce, dans le dos. Comme tirer la langue, un geste du plus faible qui ne peut ni lutter physiquement, ni envoyer ce qu'il pense à la figure du plus fort. Il y a du David et Goliath dans le pied de nez. »
En France, au XIXe siècle, certains auteurs ont cru voir dans le pied de nez un geste typique des gamins de Paris. Ainsi, Victor Hugo dans ce passage des Misérables : « Le gamin aime le hourvari. Un certain état violent lui plaît. Il exècre « les curés ». Un jour, rue de l'Université, un de ces jeunes drôles faisait un pied de nez à la porte cochère du numéro 69. — Pourquoi fais-tu cela à cette porte ? lui demanda un passant. L'enfant répondit : Il y a là un curé. » Alfred Delvau, qui considère lui aussi le pied de nez comme une « polissonnerie des gamins de Paris », ajoute cependant que « les gamins de Pompéi » connaissaient déjà ce geste. De fait, ce geste semble avoir une origine fort ancienne et son usage est répandu dans de nombreux pays.

## Le terme

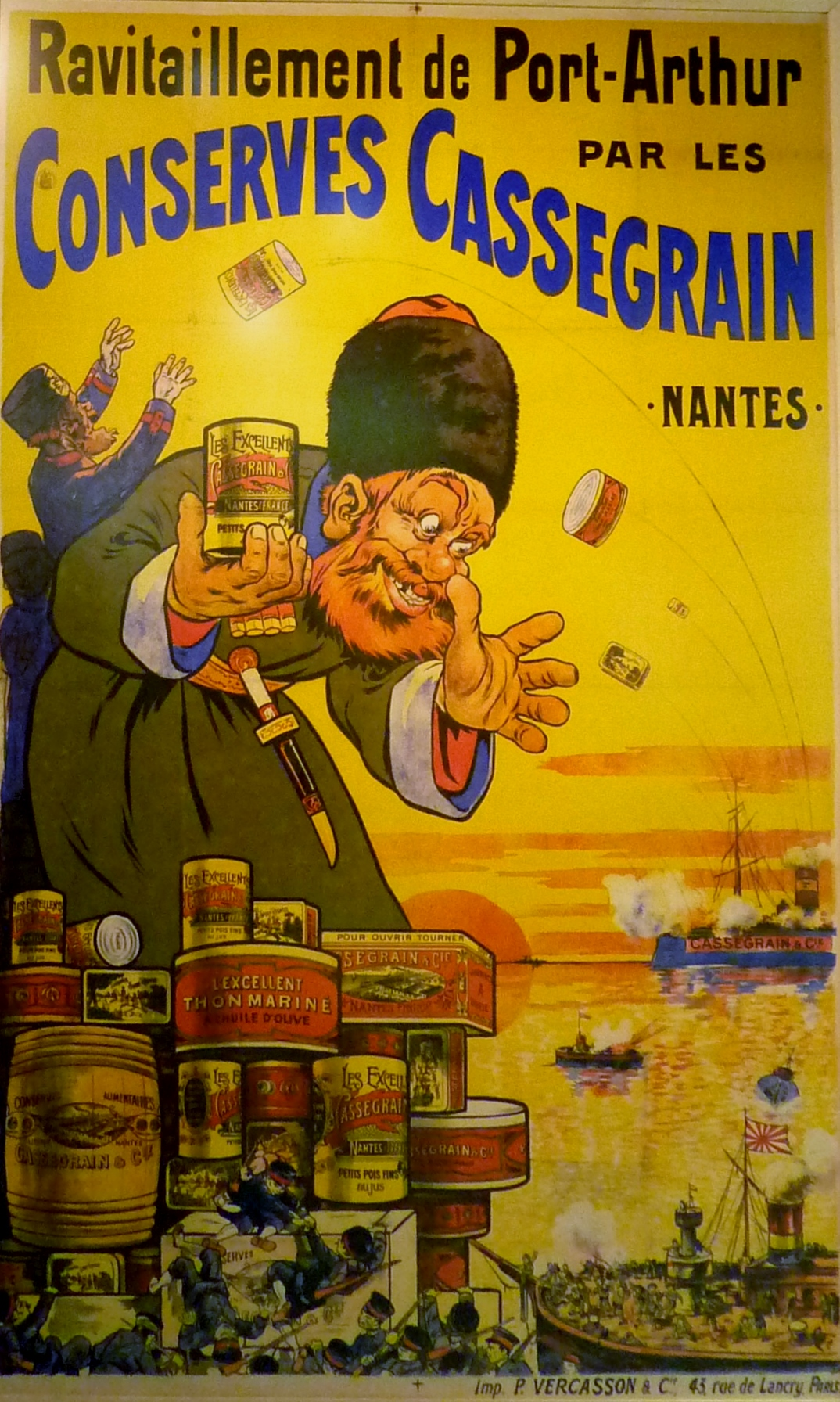
Un russe ravitaillé par un navire français fait un pied de nez à la flotte japonaise lors de la guerre russo-japonaise. Publicité Cassegrain de 1904.

En français, le terme associé au geste est une manière plaisante de désigner un nez allongé, un « pied de nez » étant un nez mesurant un pied de long. Lors de la généralisation du système métrique, on raconte que « l'emploi des mesures nouvelles amena une grave discussion à l'Académie française. Un des membres de la commission du Dictionnaire proposait de substituer à cette expression devenue proverbiale : Avoir un pied de nez, celle-ci : Avoir trente-trois centimètres de nez. Comme M. Villemain s'y opposait : « Je sais bien, dit M. de Jouy, que l'expression n'est pas exacte, et qu'il faudrait ajouter une fraction. » » 
Historiquement, le terme se retrouve dans deux expressions : « avoir un pied de nez » et « faire un pied de nez ». L'Académie française les définissait ainsi dans son Dictionnaire en 1814 : « On dit proverbialement que Quelqu'un a un pied de nez, pour dire qu'il a eu la honte de n'avoir pas réussi dans ce qu'il voulait, et Qu'on lui a fait un pied de nez, pour dire qu'on s'est moqué de lui. » Les deux expressions sont attestées en 1640 par Antoine Oudin, qui définit la première comme le fait « d'être ou demeurer fort étonné » et la seconde comme le fait de faire « honte ou affront ». Le terme est alors couramment employé, comme dans cette histoire de débauche, parue en 1639 dans les Chansons de Gaultier-Garguille, où « le pauvre Gaultier Garguille demeura avec un pied de nez et deux et demi de cornes ». On le retrouve encore dans cet ancien dicton, où « faire un pied de nez » est synonyme de « narguer » :
Qui bien mange, fiente et dort,
Fait un pied de nez à la mort.

## Étymologies populaires
L'étymologie populaire donne à ce terme plusieurs explications possibles. La plus ancienne le fait dériver d'un conte de Béroalde de Verville, paru en 1617 dans son Moyen de parvenir : « Le jour de Noël, un chapelain se chauffait dans la sacristie devant un bon feu sur lequel il faisait griller du boudin, pendant qu'on disait matines. Arrive l'heure d'aller encenser ; mon homme glisse son boudin dans sa manche, et court remplir ses fonctions de thuriféraire. Malheureusement la manche n'était pas bien boutonnée ; le mouvement du bras l'ouvrit, et donna passage au boudin qui sauta au nez du doyen que le chapelain encensait ; celui-ci, qui aurait eu bonne envie de faire des réprimandes, fut déconcerté, et de là vint le proverbe : Avoir un pied de nez. »
Une autre explication du terme date de l'époque de l'essor de la physiognomonie au XIXe siècle : « Le nez se resserre, s'amincit dans la crainte et dans l'étonnement, et il s'allonge véritablement alors avec la plupart des traits du visage, de sorte que l'expression populaire et connue, avoir un pied de nez, qu'on applique, comme on sait, aux gens désappointés, surpris ou stupéfaits, trouve, en quelque sorte, sa justification dans le changement réel et sensible qu'offre alors cette partie. »